# Aburina transversata
Aburina transversata is een vlinder van de familie van de spinneruilen (Erebidae), van de onderfamilie van de Pangraptinae. De wetenschappelijke naam van deze soort is voor het eerst voorgesteld als Deinypena transversata door William Jacob Holland in een publicatie uit 1920.
De soort komt voor in Gabon en Congo-Kinshasa.